# NGC 510
NGC 510 este o stea dublă situată în constelația Peștii. A fost înregistrată în 11 noiembrie 1867 de către Herman Schultz.